# CanJet

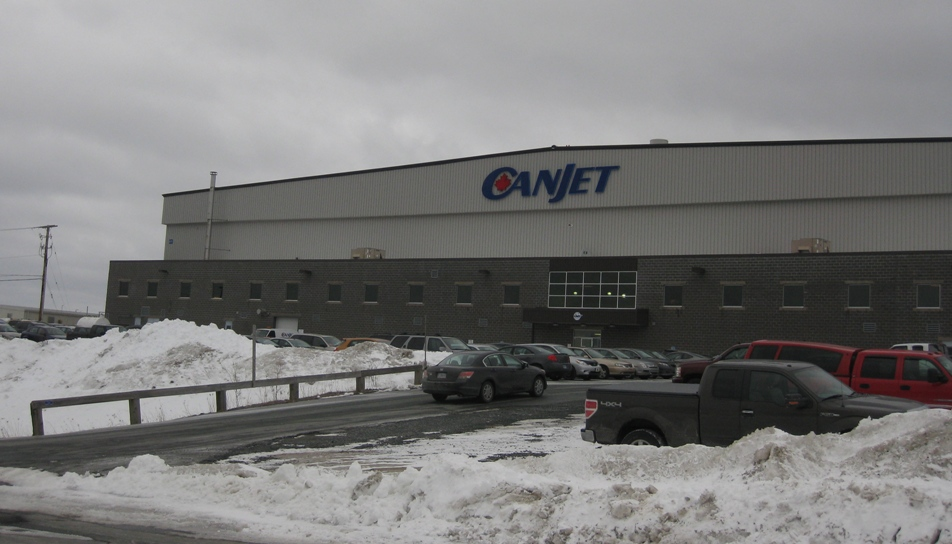
Het hoofdkantoor van Canjet

CanJet was een Canadese low cost-luchtvaartmaatschappij met als basis Enfield, Nova Scotia.

## Vloot
De CanJet-vloot bevat in december 2010 de volgende vliegtuigen:
- 12 geleasede Boeing 737-800 toestellen met een gemiddelde leeftijd van 6,7 jaar, elk met een capaciteit van 189 passagiers met een hoge zeteldichtheid in een All-Economy Class Cabin-uitrusting.